# Bandito sì... ma d'onore
Bandito sì... ma d'onore (La Vendetta) è un film del 1962 diretto da Jean Chérasse.
È tratto dal romanzo Le candidat Lauriston di Henri Omessa.

## Trama
Monsieur Lauriston è un parigino che si ritirato in Corsica dopo il pensionamento. A causa di un malinteso, si ritrova a concorrere per la candidatura di sindaco del villaggio, cosa che Bartoli, proprietario del bar locale, ha molta difficoltà ad accettare, poiché da tempo desidera di diventare lui sindaco.
Discussioni e polemiche creano due fazioni opposte, che ben presto danno origine a tumulti, al tal punto che una delle due parti chiama a suo sostegno alcuni gangster americani di origine corsa. Tra i malviventi d'America e quelli locali, chiamati a sostenere l'altra parte, ben presto s'inizia una vera e propria guerra, che si concluderà con la vittoria proprio di colui - il tranquillo parigino - che non aveva alcun desiderio di essere eletto.

## Produzione
Coproduzione italo-francese, l'edizione italiana è curata da Guido Leoni.

### Luoghi delle riprese
Gli esterni sono stati girati tutti in Corsica, in prevalenza presso il comune di Vescovato; alcune scene furono girate a Venzolasca, a Loreto di Casinca, a Cagnano, nel porto di Bastia, a Erbalunga, frazione di Brando e nella spiaggia di Nonza.

## Critica
Ambientato nella selvaggia Corsica, il film è una sorta di parodia sui luoghi comuni dell'isola e i propri abitanti. Louis de Funès è il personaggio Amoretti, bandito d'onore, mentre i suoi partner sono due simpatici e popolari caratteristi italiani: Mario Carotenuto e Marisa Merlini. Il film presenta diversi punti di contatto con il precedente Totò, Peppino e i fuorilegge (1956) di Camillo Mastrocinque.